# كانم (إقليم)
إقليم كانم إقليم من ضمن 23 إقليم لدولة تشاد. سَمِيُّ إمبراطورية كانيم-بورنو الشهيرة، والتي كانت تتمركز في هذه المنطقة المجاورة. عاصمة المنطقة هي ماو. أُنشئ في عام 2002 من محافظة كانم السابقة. في عام 2008، قُسم جزء من إقليم كانم (دائرة بحر الغزال) ليصبح إقليم بحر الغزال الجديد.

## جغرافيا
يحدُّ كانم إقليم بوركو من الشمال، ومن الشرق بحر الغزال، ومن الجنوب حجر لميس والبحيرة، والنيجر من الغرب.

### المستوطنات
ماو هي العاصمة الإقليمية. تشمل المستوطنات الرئيسية الأخرى أم دوباك وكيكيدينا ونوكو ونتيونا وريج ريج وواجيجوي وزيغي.

## التركيبة السكانية

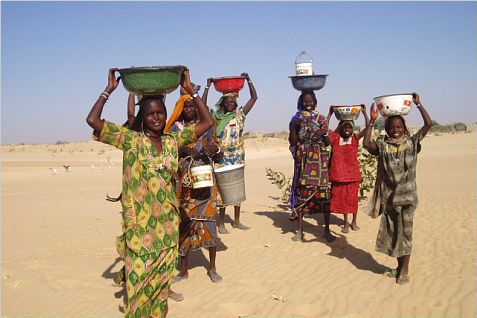
نساء في المنطقة

حسب تعداد عام 2009، بلغ عدد سكان المنطقة 354.603 نسمة، 51.4٪ إناث. وبلغ عدد الأسر 78145 أسرة: 70.779 في الريف و 7366 في الحضر. وبلغ عدد البدو في المنطقة 10,056 أي 2.6٪ من السكان. هناك 354,007 شخص يقيمون في منازل خاصة. هناك 157.264 فوق 18 سنة: 70.134 ذكر و 87.130 أنثى. وبلغت نسبة الجنس 94.00 أنثى لكل مائة ذكر. هناك 344.547 موظفًا مستقلاً، 3.20% من السكان.
المجموعات العرقية اللغوية الرئيسية هي عرب البقارة (4.97٪)، والدزازا وتبو (48.25٪)، وشعب الفولاني وشعب كانيمبو (40.54٪).

## الاقتصاد
يتوفر الإقليم على الجزء الزراعي الرئيسي في جميع أنحاء البلاد، وينتج القطن والفول السوداني، وهما المحصولان النقديان الرئيسيان في البلاد. هناك مجموعة متنوعة من المحاصيل المحلية مثل الأرز الذي يُزرع أيضًا في الإقيلم.

## الإدارة
منذ عام 2008، تم تقسيم إقليم كانم إلى ثلاثة أقسام، وهي كانم (عاصمة ماو)، وشمال كانم (عاصمة نوكو)، ووادي بسام (عاصمة موندو). كجزء من اللامركزية في فبراير 2003، تم تقسيم البلاد إداريًا إلى أقاليم وإدارات وبلديات ومجتمعات ريفية. تم إعادة تسمية المحافظات التي كان عددها في الأصل 14 في 17 إقليما. تُدار الأقاليم من قبل حكام يعينهم الرئيس. ولا يزال رؤساء البلديات، الذين كانوا في الأصل يتحملون مسؤولية المحافظين الأربعة عشر، يحتفظون بالألقاب وكانوا مسؤولين عن إدارة الإدارات الأصغر في كل منطقة. يتم انتخاب أعضاء المجالس المحلية كل ست سنوات، بينما يتم انتخاب الأجهزة التنفيذية كل ثلاث سنوات.